# David Lim
David Lim (* 23. September 1983 in Oakland, Kalifornien) ist ein US-amerikanischer Schauspieler und ein Model chinesischer Abstammung.

## Leben und Karriere
David Lim wurde als eines von zwei Kindern in Oakland in Kalifornien geboren und schloss 2001 die De La Salle High School at Concord ab. Während seiner Schulzeit war er etwa im Basketball und im Fußball aktiv. Später ging er an die University of California, San Diego, die er mit einem Abschluss in Elektrotechnik verließ.
Seit 2009 ist er als Schauspieler aktiv. Seine erste Rolle übernahm er in dem Kurzfilm Turnover. 2012 spielte er als Smith in Hollywood Heights erstmals eine wiederkehrende Rolle in einer Fernsehserie. Daneben trat er vor allem in Gastrollen in US-Serien auf, etwa in Schatten der Leidenschaft, Castle, 90210, Marvel’s Agents of S.H.I.E.L.D., Supergirl oder Criminal Minds.
Von 2016 bis 2017 war er als Sebastian Chen in einer Nebenrolle in der Serie Quantico zu sehen. 2017 übernahm er als Victor Tan eine der Hauptrollen in der Serie S.W.A.T..
Bereits kurz nach Verlegung seines Wohnortes nach Los Angeles im Jahr 2009, unterzeichnete Lim einen Vertrag bei Ford Models. Er war etwa in Werbespots von Gillette, McDonald’s, Apple oder Microsoft zu sehen.

## Persönliches
Im Sommer 2018 verlobte er sich mit dem Model Marketa Kazdova, nachdem sie bereits vier Jahre lang liiert waren. Die Hochzeit fand im Sommer 2019 in Prag statt.

## Filmografie (Auswahl)
- 2009: Turnover (Kurzfilm)
- 2011: Float (Kurzfilm)
- 2011: Schatten der Leidenschaft (The Young and the Restless, Fernsehserie, eine Episode)
- 2012: The Inheritance (Kurzfilm)
- 2012: Castle (Fernsehserie, Episode 4x16)
- 2012: Soap in the City (Fernsehfilm)
- 2012: Hollywood Heights (Fernsehserie, 8 Episoden)
- 2012: 90210 (Fernsehserie, Episode 5x21)
- 2013: Revenge (Fernsehserie, Episode 2x22)
- 2014: Marvel’s Agents of S.H.I.E.L.D. (Fernsehserie, Episode 1x11)
- 2014: The Five Birds of Texas, California
- 2015: Beautiful Fools (Fernsehserie, 2 Episoden)
- 2015: Supergirl (Fernsehserie, Episode 1x07)
- 2016: Criminal Minds (Fernsehserie, Episode 11x12)
- 2016: The Printer (Kurzfilm)
- 2016–2017: Quantico (Fernsehserie, 15 Episoden)
- 2017–2025: S.W.A.T. (Fernsehserie)
- 2018: 5th Passenger